# Krzemionka (Dolinki Krakowskie)
Krzemionka – jedno ze wzniesień na Wyżynie Olkuskiej, między Doliną Kobylańską od strony zachodniej a Doliną Bolechowicką od wschodu. Znajduje się na terenie administracyjnym wsi Karniowice, pomiędzy miejscowościami Zelków a Będkowice w województwie małopolskim. Wzniesienie osiąga maksymalną wysokość 447 m n.p.m.. Porośnięte jest lasem zwanym także Krzemionką, bądź Lasem Karniowskim (dominuje w nim grąd). Od południowej strony zbocza są bezleśne, pokryte polami uprawnymi. Opadają do rezerwatu Wąwóz Bolechowicki. Ze wzniesienia roztaczają się szerokie widoki na Grzbiet Tenczyński i Kraków. Przez wzgórze prowadzą trzy szlaki rowerowe.

## Szlaki rowerowe
czerwony – zataczający pętlę szlak z Bolechowic przez Zelków, górną część rezerwatu przyrody Dolina Kluczwody, Wierzchowie, Bębło, Dolinę Będkowską (w dół), Łączki, Kobylany, Dolinę Kobylańską (w górę), Krzemionkę, Dolinę Bolechowicką (w dół) do Bolechowic.
 niebieski – szlak brzozowy z Zabierzowa obok Bramy Bolechowickiej przez Karniowice, Dolinę Kobylańską, Krzemionkę, Zelków i Gacki, gdzie szlak rozgałęzia się; do Bolechowic lub Zabierzowa przez Ujazd
 zielony – z Bolechowic przez Karniowice, Krzemionkę, Kawiory, Łazy do Jerzmanowic.